# Земля мутантов
«Земля́ мута́нтов» (англ. MutantLand) — короткометражный мультфильм США 2010 года.

## Сюжет
Постапокалиптическое будущее. Мир наводнён мутантами.
Трое охотников подстрелили животное, но это животное на верёвочке потащило вглубь развалин обрушившихся небоскрёбов. Пойдя туда, охотники поняли, что их заманили в ловушку. Охотники бросились наутёк, но двоих из них одного за другим настигли и растерзали.
Третий охотник вскоре обнаружил такое же животное, как убитое ранее, но когда он попытался его убить, из темноты высунулась огромная зубастая пасть и сожрала его.